# 2gether: The Movie
2gether: The Movie (en tailandés: เพราะเราคู่กัน THE MOVIE) es una película de comedia dramática y romance tailandesa de 2021 basada en 2gether: The Series que es una adaptación de la novela tailandesa de 2019 del mismo nombre y Still 2gether de JittiRain. Está dirigida por Weerachit Thongjila, Noppharnach Chaiwimol y Kanittha Kwanyu y producida por GMMTV con The One Enterprise. La película está protagonizada por Metawin "Win" Opas-iamkajorn y Vachirawit "Bright" Chiva-aree
La película estaba originalmente programada para ser estrenada en cines en Tailandia el 22 de abril de 2021, pero se pospuso debido a un aumento de casos de COVID-19 en el país. La película tuvo su debut teatral por primera vez en Japón el 4 de junio de 2021.

## Reparto
- Metawin Opas-iamkajorn (Win) como Tine Teepakorn
- Vachirawit Chiva-aree (Bright) como Sarawat Guntithanon
- Korawit Boonsri (Gun) como Green
- Sivakorn Lertchuchot (Guy) como Dim
- Rachanun Mahawan (Film) como Earn
- Pattranite Limpatiyakorn (Love) como Pear
- Thanawat Rattanakitpaisan (Khaotung) como Fong
- Chayakorn Jutamat (JJ) como Ohm
- Chanagun Arpornsutinan (Gunsmile) como Boss
- Chinnarat Siriphongchawalit (Mike) como Man
- Sattabut Laedeke (Drake) como Mil
- Thanatsaran Samthonglai (Frank) como Phukong
- Jirakit Kuariyakul (Toptap) como Type

## Banda sonora
La banda sonora original de la película "Ten Years Later", cantada por Metawin Opas-iamkajorn, se estrenó el 30 de marzo de 2021..